# دي. دبليو. ويلسون
دي. دبليو. ويلسون (بالإنجليزية: D. W. Wilson)‏ (1985، كرانبروك في كندا)؛ كاتِب مُتخصِّص في أدب الأطفال وروائي كندي.